# Банк Португалії
Банк Португалії (порт. Banco de Portugal) — центральний банк Республіки Португалія. Був заснований королівським указом 19 листопада 1846 як комерційний банк та банк-емітент; сталося це в результаті злиття Banco de Lisboa і компанії Companhia de Confiança Nacional, інвестиційної компанії, що спеціалізується у фінансуванні державних боргів. Банк видавав законними платіжними засобами, які визначаються як національні валюти — реалом до 1911 року, ескудо з 1911 до 1998, а євро з 1999 року.
Після націоналізації у вересні 1974 року і прийняття нового Органічного закону (англ. Organic Law) в 1975 році, Banco de Portugal був вперше відповідальний за нагляд над банківською системою.
Цей банк є невід'ємною частиною Європейської системи центральних банків, яка була заснована в червні 1998 року.
Нинішнім губернатором є Маріо Сентено (порт. Mário Centeno), який змінив Карлоса да Сілва Коста (порт. Carlos da Silva Costa) 20 липня 2020 р.